# 普盧默斯湖 (加利福尼亞州)
普盧默斯湖（英語：Plumas Lake）是位於美國加利福尼亞州尤巴縣的一個人口普查指定地區。

## 地理
普盧默斯湖的座標為39°01′15″N 121°33′29″W / 39.02083°N 121.55806°W，而該地最高點為海拔高度14米（即46英尺）。

## 人口
根據2010年美國人口普查的數據，普盧默斯湖的面積為21.710平方千米，當中陸地面積為21.710平方千米，而水域面積為0.000平方千米。當地共有人口5853人，而人口密度為每平方千米269人。